# Hợp Tiến, Đồng Hỷ
Hợp Tiến là một xã thuộc huyện Đồng Hỷ, tỉnh Thái Nguyên, Việt Nam.

## Địa lý
Hợp Tiến là xã cực đông của huyện Đồng Hỷ, có vị trí địa lý:
- Phía đông giáp tỉnh Bắc Giang
- Phía tây giáp xã Cây Thị và xã Tân Lợi
- Phía nam giáp huyện Phú Bình
- Phía bắc giáp huyện Võ Nhai.

Xã Hợp Tiến có diện tích 48,00 km², dân số năm 2020 là 8.304 người, mật độ dân số đạt 173 người/km².
Trên địa bàn xã có tuyến tỉnh lộ 259 nối thành phố Thái Nguyên và tỉnh Bắc Giang chạy qua, tuyến đường sắt Kép - Lưu Xá cũng chạy qua địa bàn xã Hợp Tiến. Tuyến đường từ xã Hợp Tiến đi Tân Thành – Hương Sơn thuộc huyện Phú Bình có chiều dài gần 15 km, trong đó đoạn đường thuộc xã Hợp Tiến là 4 km. Suối Khách, một phụ lưu của sông Sỏi khởi nguồn từ xã Hợp Tiến và chảy sang tỉnh Bắc Giang.

## Lịch sử
Xã Hợp Tiến hiện nay trước đây vốn là xã Mỏ Sắt thuộc huyện Yên Thế, tỉnh Bắc Giang.
Năm 1957, xã Mỏ Sắt được sáp nhập vào huyện Đồng Hỷ và đổi tên thành xã Hợp Tiến như hiện nay.
Đến năm 2019, xã Hợp Tiến được chia thành 10 xóm: Đèo Hanh, Cao Phong, Mỏ Sắt, Bãi Bông, Suối Khách, Hữu Nghị, Đồng Trình, Đoàn Kết, Đèo Bụt, Bãi Vàng.
Ngày 11 tháng 12 năm 2019, sáp nhập xóm Hữu Nghị vào xóm Suối Khách.

## Hành chính
Xã Hợp Tiến được chia thành 9 xóm: Bãi Bông, Bãi Vàng, Cao Phong, Đèo Bụt, Đèo Hanh, Đoàn Kết, Đồn Trình, Mỏ Sắt, Suối Khách.